# Домініканська партія визволення
Домініканська партія визволення (ісп. Partido de la Liberación Dominicana) — одна з двох провідних політичних партій Домініканської Республіки.

## Історія
Партію заснував відомий домініканський політик і письменник Хуан Бош 15 грудня 1973 року. Раніше він же заснував Революційну партію, але до 1970-их років її платформа помітно змінилась, а Бош втратив важелі впливу на неї. Нова партія створювалась на більш лівацьких засадах у порівнянні з Революційною партією.
Кандидатом у президенти від партії упродовж тривалого часу був її засновник і лідер Хуан Бош. 1996 року представник Партії визволення Леонель Фернандес Рейна вперше здобув перемогу на президентських виборах, набравши 38,9 % голосів у першому турі й 51,3 % — у другому. 2000 року він не мав конституційного права брати участь у чергових виборах, й замість нього балотувався Даніло Медіна, який зняв свою кандидатуру перед другим туром. 2004 Фернандес переміг на виборах у першому ж турі, набравши 57,1 % голосів. До того часу конституційну заборону на два президентських терміни поспіль було знято, й 2008 року Фернандес був переобраний на пост глави держави. 2012 року новим президентом став Даніло Медіна, здобувши у першому турі 51,21 % голосів.
З 2006 року партія має більшість як у Конгресі, так і в Сенаті. На парламентських виборах 2010 отримала 105 депутатських місць зі 183 у Палаті депутатів і 31 з 32 у Сенаті.